# Final do Campeonato Catarinense de Futebol de 2011 - Divisão Especial
A Final do Campeonato Catarinense de Futebol de 2011 - Divisão Especial foi a decisão da vigésima quinta edição desta competição. Foi realizada em duas partidas, com mando de campo alternado entre as duas equipes participantes, o Camboriú e o Atlético de Ibirama que disputou o último jogo em casa por ter tido a melhor campanha em toda a competição.

## Vantagem
No regulamento da segunda divisão do certame catarinense, estava previsto que as duas equipes se enfrentam em dois jogos, tendo o mando de campo do segundo jogo, a primeira colocada na classificação geral, no caso o Atlético de Ibirama.
O clube que somar mais pontos na final, estabelecendo-se como critérios de desempate saldo de gols, gols fora de casa e por último desempenho na primeira fase, será campeão da Divisão Especial de 2011.

## Histórico recente
Neste campeonato foram 4 jogos disputados pela dupla de finalistas até esta final, e com ampla vantagem para o Atlético de Ibirama. Foram 3 vitórias e um empate.
Pela primeira fase, o Atlético venceu o Camboriú tanto no Turno quanto no Returno e todos por 2 a 0. Já pela final do Returno, o Atlético venceu o jogo disputado em Ibirama, de novo por 2 a 0, gols de Rincon e Adriano. No segundo jogo em Camboriú, o jogo terminou empatado em 1 a 1 e, assim como no Turno, o Atlético se tornou campeão.

## Campanhas dos finalistas
No Turno, o Atlético de Ibirama se classificou em terceiro lugar passando para a fase final. Depois venceu a disputa na semi-final com o Guarani de Palhoça, e a final contra o Hercílio Luz sagrando-se campeão do Turno da competição e já garantindo uma vaga na grande final e, consequentemente, a volta à elite do futebol catarinense. Já o Camboriú, terminou o Turno em quinto lugar e não se classificou para a fase final.
No Returno veio a reação do Camboriú, que terminou em primeiro lugar com 20 pontos seguido do Atlético com o mesmo número de pontos mas com saldo menor. O destino quis que os dois se classificassem para o final desta fase, o Camboriú venceu o Hercílio Luz na semi-final e o Atlético venceu o Tubarão. Como o Atlético já estava classificado para a Divisão Principal do Catarinense desde o Turno, o Camboriú também assegurou a vaga indo para a final do Returno. No primeiro jogo da final em Ibirama, o Atlético abriu uma boa vantagem vencendo por 2 a 0. Na volta, em Camboriú, aconteceu o empate por 1 a 1, e o Atlético faturou também o título do Returno.

## Primeira partida
| 30 de novembro | Camboriú                                                            | 4 – 1  | Atlético de Ibirama | Estádio Robertão, Camboriú         |
| 20:00 h        | Thiago Silva 16' · Juninho Tardelli 50' · Mailson 76' · Douglas 79' | Súmula | Adriano 44'         | Público: 284 Árbitro: Célio Amorim |

| Cores do Time · Cores do Time · Cores do Time · Cores do Time · Cores do Time | Cores do Time · Cores do Time · Cores do Time · Cores do Time · Cores do Time |

| CAMBORIÚ:     |    |  |                  |     |                               |
|               |    |  |                  |     |                               |
| G             | 1  |  | Gabriel          |     |                               |
| LD            | 2  |  | Paulo Ricardo    |     | Penalizado com cartão amarelo |
| Z             | 3  |  | Willian Feijó    |     | Penalizado com cartão amarelo |
| Z             | 4  |  | Neris            |     |                               |
| LE            | 6  |  | Rodolfo          |     |                               |
| V             | 5  |  | Elias            |     |                               |
| V             | 7  |  | Mailson          | 84' | Penalizado com cartão amarelo |
| M             | 8  |  | Ruan             |     |                               |
| M             | 10 |  | Juninho Tardelli |     |                               |
| A             | 11 |  | Douglas          | 89' |                               |
| A             | 9  |  | Thiago Silva     |     |                               |
| Reservas:     |    |  |                  |     |                               |
| G             | 12 |  | Gustavo          |     |                               |
| Z             | 13 |  | Rodrigo Oliveira |     |                               |
| Z             | 14 |  | Alessandro       |     |                               |
| V             | 15 |  | Pedro Henrique   |     |                               |
| LD            | 16 |  | Anderson         | 89' |                               |
| M             | 17 |  | Roni             |     |                               |
| A             | 18 |  | Tiaguinho        | 84' |                               |
| Técnico:      |    |  |                  |     |                               |
| Eduardo Clara |    |  |                  |     |                               |

| ATLÉTICO DE IBIRAMA: |    |  |                 |     |                               |
|                      |    |  |                 |     |                               |
| G                    | 1  |  | Paulo Sérgio    |     |                               |
| LD                   | 2  |  | João Rodrigo    | 70' |                               |
| Z                    | 3  |  | Jajá            |     |                               |
| Z                    | 4  |  | Dinho           | 59' | Penalizado com cartão amarelo |
| LE                   | 6  |  | Silvio Bido     |     |                               |
| V                    | 5  |  | Fabrício        |     |                               |
| V                    | 8  |  | Xipote          |     |                               |
| M                    | 10 |  | Michael         |     |                               |
| A                    | 7  |  | Rafael Costa    | 45' |                               |
| A                    | 11 |  | Rincon          |     |                               |
| A                    | 9  |  | Adriano         |     |                               |
| Reservas:            |    |  |                 |     |                               |
| G                    | 12 |  | Edmar           |     |                               |
| LD                   | 13 |  | Índio           |     |                               |
| LE                   | 14 |  | Thiago Manzotti | 59' |                               |
| Z                    | 15 |  | Vitor Hugo      |     |                               |
| M                    | 16 |  | João Vitor      |     |                               |
| A                    | 17 |  | Rogério         | 70' |                               |
| A                    | 18 |  | Marcelo Quilder | 45' |                               |
| Técnico:             |    |  |                 |     |                               |
| Giovani Nunes        |    |  |                 |     |                               |

## Segunda partida
| 3 de dezembro | Atlético de Ibirama    | 2 – 2  | Camboriú                                | Estádio Baixada, Ibirama                        |
| 16:00 h       | Rogério 20' · Jajá 81' | Súmula | 45' Thiago Silva · 87' Juninho Tardelli | Público: 544 Árbitro: Rodrigo D'Alonso Ferreira |

| Cores do Time · Cores do Time · Cores do Time · Cores do Time · Cores do Time | Cores do Time · Cores do Time · Cores do Time · Cores do Time · Cores do Time |

| ATLÉTICO DE IBIRAMA: |    |  |                 |     |                               |
|                      |    |  |                 |     |                               |
| G                    | 1  |  | Paulo Sérgio    |     |                               |
| LD                   | 2  |  | [João Rodrigo   | 55' |                               |
| Z                    | 3  |  | Jajá            |     | Penalizado com cartão amarelo |
| Z                    | 4  |  | Vitor Hugo      |     |                               |
| LE                   | 6  |  | Silvio Bido     |     |                               |
| V                    | 5  |  | Fabrício        |     | Penalizado com cartão amarelo |
| V                    | 8  |  | Xipote          |     | Penalizado com cartão amarelo |
| M                    | 10 |  | Michael         | 55' |                               |
| A                    | 7  |  | Rafael Costa    |     |                               |
| A                    | 11 |  | Rogério         | 65' |                               |
| A                    | 9  |  | Adriano         |     |                               |
| Reservas:            |    |  |                 |     |                               |
| G                    | 12 |  | Edmar           |     |                               |
| LD                   | 13 |  | Índio           |     |                               |
| Z                    | 14 |  | Jailson         |     |                               |
| M                    | 15 |  | Jair            |     |                               |
| M                    | 16 |  | Maicon          | 55' | Penalizado com cartão amarelo |
| A                    | 17 |  | Marcelo Quilder | 55' |                               |
| A                    | 18 |  | Rincon          | 65' |                               |
| Técnico:             |    |  |                 |     |                               |
| Giovani Nunes        |    |  |                 |     |                               |

| CAMBORIÚ:     |    |  |                  |     |                               |
|               |    |  |                  |     |                               |
| G             | 1  |  | Gabriel          |     | Penalizado com cartão amarelo |
| LD            | 2  |  | Elias            |     |                               |
| Z             | 3  |  | Rodrigo          |     |                               |
| Z             | 4  |  | Neris            |     |                               |
| LE            | 6  |  | Rodolfo          |     |                               |
| V             | 5  |  | Willian Feijó    |     | Penalizado com cartão amarelo |
| V             | 7  |  | Mailson          |     | Penalizado com cartão amarelo |
| M             | 8  |  | Ruan             |     | Penalizado com cartão amarelo |
| M             | 10 |  | Juninho Tardelli |     | Penalizado com cartão amarelo |
| A             | 11 |  | Douglas          | 74' | Penalizado com cartão amarelo |
| A             | 9  |  | Thiago Silva     | 88' |                               |
| Reservas:     |    |  |                  |     |                               |
| G             | 12 |  | Gustavo          |     |                               |
| Z             | 13 |  | Rodrigo Oliveira |     |                               |
| Z             | 14 |  | Alessandro       |     |                               |
| V             | 15 |  | João Paulo       | 74' | Penalizado com cartão amarelo |
| LD            | 16 |  | Anderson         |     |                               |
| M             | 17 |  | Julio Cesar      |     |                               |
| A             | 18 |  | Tiaguinho        | 88' |                               |
| Técnico:      |    |  |                  |     |                               |
| Eduardo Clara |    |  |                  |     |                               |

## Campeão
| Campeonato Catarinense de 2011 - Divisão Especial |
| ------------------------------------------------- |
| CAMBORIÚ (1º título)                              |